# 맞지?
〈맞지?〉는 2017년 5월 12일 공개된 노래로, 대한민국 방송국 KBS에서 금요일 밤 11시에 방송되는 텔레비전 프로그램 《언니들의 슬램덩크》를 통해 결성된 언니쓰가 부른 곡이다. 언니쓰는 《언니들의 슬램덩크》의 제 2편 출연진인 김숙, 홍진경, 강예원, 한채영, 홍진영, 공민지, 소미로 구성되었다. 